# Lista de instituições de ensino superior em Moçambique
Esta é uma lista das universidades e instituições de ensino superior em Moçambique, ordenadas por tipo e ordem alfabética.

## Universidades públicas
Lista das universidades públicas moçambicanas:
| Nome da instituição           | Sigla      | Tradição histórica               | Data de autonomia e/ou funcionamento ininterrupto | Sede               | Campi/Polos                                |
| ----------------------------- | ---------- | -------------------------------- | ------------------------------------------------- | ------------------ | ------------------------------------------ |
| Universidade Eduardo Mondlane | UEM        | 24 de abril de 1789 (236 anos)   | 21 de agosto de 1962 (62 anos)                    | Maputo             | Maputo Chibuto Inhambane Quelimane         |
| Universidade Joaquim Chissano | UJC        | 5 de fevereiro de 1986 (39 anos) | 28 de dezembro de 2018 (6 anos)                   | Maputo             | Maputo                                     |
| Universidade Licungo          | UniLicungo | -                                | 15 de fevereiro de 2019 (6 anos)                  | Quelimane          | Quelimane Beira                            |
| Universidade Lúrio            | UniLúrio   | -                                | 26 de dezembro de 2006 (18 anos)                  | Nampula            | Nampula Ilha de Moçambique Pemba Unango    |
| Universidade Maputo           | UniMaputo  | 4 de dezembro de 1985 (39 anos)  | 25 de abril de 1995 (30 anos)                     | Maputo             | Maputo                                     |
| Universidade Púnguè           | UniPúnguè  | -                                | 15 de fevereiro de 2019 (6 anos)                  | Manica             | Manica Tete                                |
| Universidade Rovuma           | UniRovuma  | -                                | 15 de fevereiro de 2019 (6 anos)                  | Nampula            | Nampula Lichinga Montepuez                 |
| Universidade Save             | UniSave    | -                                | 5 de março de 2007 (18 anos)                      | Chongoene/ Xai-Xai | Chongoene/Xai-Xai Massinga Maxixe          |
| Universidade Zambeze          | UniZambeze | -                                | 18 de dezembro de 2007 (17 anos)                  | Beira              | Beira Chimoio Tete Ulongué Mocuba Marromeu |

## Instituições universitárias públicas
Lista das instituições universitárias públicas moçambicanas:
| Nome da instituição                                           | Sigla  | Tradição histórica | Data de autonomia e/ou funcionamento ininterrupto | Sede   | Campi/Polos                    |
| ------------------------------------------------------------- | ------ | ------------------ | ------------------------------------------------- | ------ | ------------------------------ |
| Escola Superior de Ciências Naúticas                          | ESCN   | 1977 (48 anos)     | 29 de setembro de 2009 (15 anos)                  | Maputo | Maputo                         |
| Escola Superior de Jornalismo                                 | ESJ    | -                  | 1 de julho de 2008 (16 anos)                      | Maputo | Maputo Manica                  |
| Instituto Superior de Artes e Cultura                         | ISArC  | -                  | 26 de novembro de 2008 (16 anos)                  | Maputo | Maputo Matola                  |
| Instituto Superior de Ciências de Saúde                       | ISCISA | -                  | 24 de julho de 1993 (31 anos)                     | Maputo | Maputo Quelimane Beira Nampula |
| Instituto Superior de Contabilidade e Auditoria de Moçambique | ISCAM  | -                  | 1 de dezembro de 2004 (20 anos)                   | Maputo | Maputo                         |

## Instituições politécnico-superiores públicas
Lista das instituições superior-politécnicas públicas moçambicanas:
| Nome da instituição                      | Sigla | Tradição histórica | Data de autonomia e/ou funcionamento ininterrupto | Sede     | Campi/Polos   |
| ---------------------------------------- | ----- | ------------------ | ------------------------------------------------- | -------- | ------------- |
| Instituto Superior Politécnico de Gaza   | ISPG  | -                  | 23 de agosto de 2005 (19 anos)                    | Chócue   | Chócue Lionde |
| Instituto Superior Politécnico de Manica | ISPM  | -                  | 23 de agosto de 2005 (19 anos)                    | Matsinho | Matsinho      |
| Instituto Superior Politécnico de Songo  | ISPS  | -                  | 29 de setembro de 2009 (15 anos)                  | Songo    | Songo         |
| Instituto Superior Politécnico de Tete   | ISPT  | -                  | 23 de agosto de 2005 (19 anos)                    | Tete     | Tete          |

## Instituições superior militares
Lista das instituições superior-militares moçambicanas:
| Nome da instituição                                                            | Sigla  | Tradição histórica | Data de autonomia e/ou funcionamento ininterrupto | Sede        | Campi/Polos |
| ------------------------------------------------------------------------------ | ------ | ------------------ | ------------------------------------------------- | ----------- | ----------- |
| Academia de Ciências Policiais                                                 | ACIPOL | -                  | 19 de maio de 1999 (26 anos)                      | Michafutene | Michafutene |
| Academia Militar Marechal Samora Machel                                        | AMMSM  | 1978 (47 anos)     | 23 de agosto de 2005 (19 anos)                    | Nampula     | Nampula     |
| Instituto Superior de Estudos de Defesa Tenente-General Armando Emílio Guebuza | ISEDF  | -                  | 18 de novembro de 2011 (13 anos)                  | Matola      | Matola      |

## Privadas
Lista das instituições privadas de ensino superior:
- Universidade Aberta ISCED
- Universidade Adventista de Moçambique
- Universidade Alberto Chipande
- Universidade Católica de Moçambique
- Universidade Jean-Piaget de Moçambique
- Universidade Mussa Bin Bique
- Universidade Politécnica
- Universidade São Tomás de Moçambique
- Universidade Técnica de Moçambique
- Universidade Wutivi

- Instituto Superior de Ciências e Tecnologia de Moçambique (ISCTEM)
- Instituto Superior de Educação e Tecnologia (ISET - One World)
- Instituto Superior de Estudos de Desenvolvimento Local (ISEDEL)[3]